# Campionati del Mediterraneo di lotta 2016
I campionati del Mediterraneo di lotta 2016 si sono svolti dal 19 al 20 novembre 2016 presso il Pabellón Exterior del Consejo Superior de Deportes di Madrid, in Spagna.
I campionati sono stati organizzati dalla Federazione spagnola di lotta sotto l'egida del Comitato Mediterraneo delle Lotte Associate (CMLA).

## Podi

### Uomini

#### Lotta greco-romana
| Evento        | Oro              | Argento                | Bronzo                         |
| Fino a 59 kg  | Abdennour Laouni | Albert Baghumyan       | Latuf Madi                     |
| Fino a 66 kg  | Ghilas Saadoudi  | Tamaš Nađ              | Vassilios Dermatas             |
| Fino a 71 kg  | Ismael Navarro   | Adrián Valero          | Mohamed Zarouri                |
| Fino a 75 kg  | Miguel Lomba     | Chawki Doulache        | Christos Koutsouridis          |
| Fino a 80 kg  | Petar Balo       | Adrián Fortún          | Juan Caballero Díaz            |
| Fino a 85 kg  | Jesús Gasca      | Matthias Dieda         | José López Gallego             |
| Fino a 98 kg  | Vladimir Stankić | Dīmītrios Papadopoulos | Kostantinos Vourdanos          |
| Fino a 130 kg | Nemanja Pavlović | Nikolaos Leon          | Juan Heredia Mena Luc Zanetton |

#### Lotta libera
| Evento        | Oro                   | Argento           | Bronzo                              |
| Fino a 57 kg  | Amar Laissaoui        | Salaheddine Kateb | Ander Minayo                        |
| Fino a 61 kg  | Juan Pablo González   | Agustín Sánchez   | Abderrahmane Sayeh Fotios Papadakis |
| Fino a 65 kg  | Pablo Díez            | Iften Zoheir      | Nikola Gajić                        |
| Fino a 70 kg  | Jonathan Álvarez Díaz | Mohamed Boudraa   | Airam González                      |
| Fino a 74 kg  | Agusti López          | Mohamed Boudina   | Rafael Mota Jovan Mirković          |
| Fino a 97 kg  | Daniel Rama           | Damian Iglesias   | Manuel Rama                         |
| Fino a 125 kg | José Cuba             | Marcos Correia    | -----                               |

### Donne

#### Lotta libera
| Evento       | Oro               | Argento               | Bronzo            |
| Fino a 48 kg | Eugenia Bustabad  | Hanene Salaouandji    | ----              |
| Fino a 55 kg | Graciela Sánchez  | Fatin al-Hammami      | ----              |
| Fino a 58 kg | Lydia Pérez       | Dorsaf Gharsi         | -----             |
| Fino a 60 kg | Blanca Rodríguez  | Amina Benabderrahmane | ----              |
| Fino a 69 kg | Houria Boukrif    | Rihem Ayari           | Lorena Lera Celda |
| Fino a 72 kg | Estefanía Ramírez | Noelia Lalin          | Wiem Trabelsi     |

La spagnola Ana García Quirós nella categoria 63 kg e l'algerina Chaimaa Kheira Yahiaouchi nella categoria 53 kg sono state le uniche concorrenti iscritte al torneo nelle loro classi di peso. Non sono stati inclusi come medaglia d'oro nel medagliere.

## Medagliere
| Posizione | Paese   | Oro | Argento | Bronzo | Totale |
| --------- | ------- | --- | ------- | ------ | ------ |
| 1         | Spagna  | 14  | 7       | 8      | 29     |
| 2         | Algeria | 4   | 7       | 1      | 12     |
| 3         | Serbia  | 3   | 1       | 2      | 6      |
| 4         | Tunisia | 0   | 3       | 1      | 4      |
| 5         | Grecia  | 0   | 2       | 4      | 6      |
| 6         | Francia | 0   | 1       | 3      | 4      |
| Totale    | Totale  | 21  | 21      | 19     | 61     |